# Wormatia Worms
Wormatia Worms – niemiecki klub piłkarski, grający obecnie w Regionallidze Süd (odpowiednik czwartej ligi), mający siedzibę w mieście Worms, leżącym w Nadrenii-Palatynacie.

## Historia
- 23.05.1908 - został założony jako FV Wormatia Worms
- 1920 - zmienił nazwę na SC Wormatia Worms
- 1921 - zmienił nazwę na Wormatia VfL Worms
- 1922 - połączył się z VfR 08 Worms tworząc VfR Wormatia Worms
- 1922 - połączył się z Reichsbahn TuSV Jahn Schwarz-Weiß Worms tworząc  Reichsbahn TSV Wormatia Worms
- 1939 - połączył się z VfR Alemannia-Olympia Worms
- 1945 - zmienił nazwę na VfR Wormatia 08 Worms

## Sukcesy
- 10 sezonów w Gaulidze Südwest/Mainhessen (1. poziom): 1933/34-1942/43.
- 18 sezonów w Oberlidze Südwest (1. poziom): 1945/46-1962/63.
- 11 sezonów w Regionallidze Südwest (2. poziom): 1963/64-1973/74.
- 5 sezonów w 2. Bundeslidze Süd (2. poziom): 1974/75, 1977/78-1980/81.
- 1 sezon w 2. Bundeslidze (2. poziom): 1981/82.
- 2 sezony w Amateurlidze Südwest (3. poziom): 1975/76-1976/77.
- 11 sezonów w Amateur-Oberlidze Südwest (3. poziom): 1982/83-1992/93.
- mistrz Gauliga Südwest/Mainhessen (1. poziom): 1936, 1937 i 1939
- wicemistrz Oberliga Südwest (1. poziom): 1947, 1949, 195, 1951 i 1955
- wicemistrz Regionalliga Südwest (2. poziom): 1965 (przegrywa baraże o awans do Bundesligi)
- mistrz Amateurliga Südwest (3. poziom): 1976 (przegrywa baraże o awans do 2. Bundesligi Süd) oraz 1977 (awans do 2. Bundesligi Süd)
- mistrz Oberliga Südwest (3. poziom): 1986 (rezygnuje z baraży o awans do 2. Bundesligi)
- mistrz Verbandsliga Südwest (5. poziom): 1998 (awans do Oberligi Südwest)
- mistrz Südwest Pokal (Puchar Południowego-Zachodu): 1976, 1988, 1992, 2007 i 2009